# 1803
1803 (MDCCCIII) fue un año común comenzado en sábado según el calendario gregoriano.

## Acontecimientos

### Febrero
- 19 de febrero: Napoleón Bonaparte impone a Suiza el Acta de Mediación, que resume en un texto único la Constitución federal y las cantonales.
- 24 de febrero: El Caso Marbury contra Madison se resuelve en la Corte Suprema de los Estados Unidos, esta se autoconcede la capacidad de interpretar la Constitución de los Estados Unidos.
- 25 de febrero: Receso del Sacro Imperio Romano Germánico.

### Marzo
- 3 de marzo: Se termina

el último parlamento entre españoles y mapuches, el Parlamento de Negrete.

### Abril
- 30 de abril: Estados Unidos compra Luisiana a Francia, duplicando así su extensión territorial.

### Mayo
- 16 de mayo: Gran Bretaña declara la guerra a la República francesa.

### Junio
- 15 de junio: «L'Armee d'Angleterre» forma el campamento de Boulogne sobre el Canal.
- Ohio se incorpora a la Unión.

### Septiembre
- 1 de septiembre: en Garhwal (India) se registra un terremoto de 7,8 que deja 300 muertos.

### Noviembre
- 24 de noviembre: la Diócesis de Caracas es elevada a arquidiócesis por una bula expedida por el papa Pío VII.
- 20 de noviembre: parte de Mosquitia pasó a pertenecer al Virreinato de Nueva Granada.
- 30 de noviembre: comienza en España la Real Expedición Filantrópica de la Vacuna, que llevó la cura de la viruela a toda Hispanoamérica y Filipinas.

## Nacimientos

### Enero
- 3 de enero: Douglas William Jerrold, escritor británico. (f. 1857).
- 6 de enero: Henri Herz, compositor y pianista austriaco (f. 1888).

### Marzo
- 8 de marzo: Juan Manuel de Manzanedo, comerciante y banquero español. (f. 1882).

### Abril
- 7 de abril: Flora Tristán, filósofa feminista-socialista francesa (f. 1844).
- 30 de abril: Albrecht Graf von Roon, militar prusiano (f. 1879).

### Mayo
- 12 de mayo: Justus von Liebig, químico y profesor alemán de química, pionero de la química orgánica (f. 1873); en 1865 fundó la Compañía Liebig de Extracto de Carne, que conservaba la carne en pastillas (Jules Verne incluye estas ingeniosas «pastillas Liebig» en la alimentación de sus astronautas en el viaje a la Luna).
- 12 de mayo: Alexandre Montfort, compositor francés (f. 1856).
- 24 de mayo: Alexander von Nordmann, zoólogo y botánico finlandés (f. 1866).

### Junio
- 11 de junio: Juan Bernabé Molina, fundador del pueblo homónimo en Argentina.
- 24 de junio: Juan Bravo Murillo, político español (f. 1873).

### Julio
- 19 de julio: Ramón Mesonero Romanos, escritor español (f. 1882).

### Septiembre
- 17 de septiembre: Constantin Wilhelm Lambert Gloger, ornitólogo alemán (f. 1863).

### Diciembre
- 11 de diciembre: Hector Berlioz, compositor francés (f. 1869).
- 25 de diciembre: Manuel Lasala y Ximénez de Bailo, jurista, escritor, político e historiador español (f. 1874).
- 31 de diciembre: José María Heredia, poeta cubano (f. 1839).

## Fallecimientos
- 10 de enero: Francisco Mariano Nifo, periodista español (n. 1719).
- 18 de enero: Sylvain Maréchal, ensayista, poeta y activista político francés (n. 1750).
- 22 de enero: María Teresa Rodríguez del Toro y Alayza, ciudadana hispano-venezolana (n. 1781), esposa de Simón Bolívar.[1]
- 3 de febrero: Pedro Rodríguez de Campomanes, político, economista e historiador español (n. 1723).
- 23 de febrero: Praskovia Kovaliova (34), sirvienta rusa que se convirtió en cantante soprano operística y actriz (n. 1768); fallecida en su primer parto.
- 25 de febrero: Pablo de Olavide, político español (n. 1725).
- 1 de marzo: José de Urrutia y de las Casas, militar español (n. 1739).
- 7 de abril: Toussaint Louverture, político y militar haitiano (n. 1743).
- 8 de julio: Francesco Casanova, pintor italiano (n. 1727).
- 14 de julio: Esteban Salas, sacerdote y compositor cubano de música religiosa (n. 1725).
- 20 de agosto: Francisca Antonia Arnal, ciudadana hispano-uruguaya (n. 1743), madre de José Gervasio Artigas.
- 5 de septiembre: Pierre Choderlos de Laclos, escritor y militar francés (n. 1741).